# مقاطعة ماديسون (فلم 2011)
مقاطعة ماديسون (بالإنجليزية: Madison County) هو فيلم رعب تم انتاجه في الولايات المتحدة وصدر سنة 2011 من بطولة كولي بيلي، ايس ماريرو ونيك برينسيب.

## القصة
مجموعة اصدقاء من الكلية يسافرون إلى بلدة جبلية صغيرة تسمى مقاطعة ماديسون لمقابلة مؤلف كتاب ترو-آل على حسابات العديد من جرائم القتل المروعة التي حدثت هناك. ولكن عندما يصل الاصدقاء إلى مقاطعة ماديسون، يجدون السكان يقولون إن القاتل لم يكن موجودا ولم تقع جرائم القتل أبدا. ومع ذلك عندما بدا الاصدقاء يدخلون الغابة بدا الرعب الحقيقي.

## وصلات خارجية
- مقالات تستعمل روابط فنية بلا صلة مع ويكي بيانات

مقاطعة ماديسون على imdb
مقاطعة ماديسون على Rotten Tomatos